# Pro Evolution Soccer 2017
Pro Evolution Soccer 2017 (popularmente conhecido pela sua abreviação PES 2017 e por Winning Eleven 2017 na Ásia), é um jogo de futebol desenvolvido pela Konami para PlayStation 4, Xbox One, Xbox 360, Playstation 3, PC, iOS e Android que pertence à série Pro Evolution Soccer. O lançamento ocorreu dia 13 de setembro de 2016 nas Américas e dia 15 de setembro de 2016 na Europa. As estrelas presentes na capa do jogo são alguns jogadores do FC Barcelonaː Neymar, Lionel Messi, Luis Suárez, Ivan Rakitić e Gerard Piqué.

## Desenvolvimento
Foi oficialmente anunciado no dia 25 de maio de 2016, sendo apresentado ao público pela primeira vez entre os dias 27 e 28, em Milão, quando aconteceu a etapa final do campeonato mundial de "PES 2016" e a decisão da Champions League, entre Real Madrid e Atlético de Madrid. A demo foi lançada no dia 23 de agosto nas Américas e no dia 25 de agosto nas demais regiões da Europa para PS4, PS3, Xbox One e Xbox 360. Os times disponíveis nesta versão são FC Barcelona, Club Atlético de Madrid, Arsenal FC, CA Boca Juniors, CA River Plate, SC Corinthians Paulista, CR Flamengo e com as seleções da Alemanha e da França. Os estádios da demo são o Camp Nou e o estádio genérico Neu Sonne Arena.

## Equipes e Ligas
Com perdas de licenças e aquisição de outras o jogo inclui as seguintes ligasː Eredivisie e Ligue 1 como únicas ligas da Europa licenciadas, La Liga com apenas Barcelona e Atlético de Madrid licenciados, AFC Champions League, UEFA Champions League, UEFA Europa League e UEFA Super Cup estarão licenciados. Serie A Italiana com todas as equipes licenciadas exceto Juventus e Sassuolo, Premier League com apenas Arsenal e Liverpool licenciados, 3 times alemães: Bayer Leverkusen, Borussia Dortmund e Schalke 04, versões não licenciadas da Segunda Divisão de Inglaterra, Itália e Espanha, Liga Portuguesa com licença apenas de Benfica e Sporting, e a Ligue 2 totalmente licenciada. Além dos campeonatos da América do Sul, como o Brasileirão totalmente licenciado inclusive com o troféu do torneio, os Campeonatos Argentino e Chileno com todas as equipes licenciadas mas sem o nome e o logo das ligas licenciados, e por fim, o Red Bull Brasil que marca presença pela primeira vez na franquia, após firmar parceria com a Konami. Pela primeira vez desde a versão 2011, o jogo não inclui a Copa Libertadores da América, que está genérica no game, Copa Sul-Americana e a Recopa Sul-Americana, essas duas últimas porém não possuem nem versões genéricas no game.

## Parcerias Oficiais

### FC Barcelona
Em 26 de julho de 2016, a Konami anunciou uma parceria oficial com o FC Barcelona para os próximos 3 anos, durante este período o estádio Camp Nou será exclusivo do PES.

### Liverpool FC
Em 16 de agosto de 2016, foi anunciada uma nova parceria com o Liverpool FC, que volta a ser licenciado depois de marcar sua presença pela última vez no PES 2010. A equipe volta a ter no jogo seu escudo e camisa oficiais. O estádio Anfield Road chega através de DLC, e diferente do Camp Nou, este não será exclusivo do PES.

### Borussia Dortmund
Depois de uma longa parceria com a EA Sports do jogo FIFA, o Borussia Dortmund está de volta, o estádio Signal Iduna Park também está presente como conteúdo para download.

### River Plate
Em 26 de agosto de 2016, a parceria com o clube argentino River Plate foi anunciada, o estádio El Monumental também estará no jogo, assim como La Bombonera, estádio do rival Boca Juniors. Os 30 clubes argentinos da primeira divisão estarão licenciados.

### Red Bull Brasil, Corinthians, Flamengo e CBF
No final de agosto, a Konami anunciou uma parceria com a Confederação Brasileira de Futebol para incluir o Brasileirão licenciado. O Red Bull Brasil, embora seja da quarta divisão, firmou parceria com a Konami e está no jogo na seção "Outros Clubes da América". Já Corinthians e Flamengo são exclusivos do jogo, assim como já foram na versão 2016. A Arena Corinthians e o Estádio do Maracanã continuam após já marcarem presença no último PES.

## Estádios
Os estádios oficialmente licenciados são o Camp Nou, San Siro e Giuseppe Meazza que são o mesmo estádio com nomes diferentes, Stadio Olimpico, St. Jakob Park, Estádio do Maracanã, Estádio do Mineirão, Arena Corinthians, Estádio Beira-Rio, Morumbi, Vila Belmiro, El Monumental, La Bombonera  e Saitama Stadium 2002. Os estádios genéricos são: Konami Stadium, Metropole Arena, Estádio de Scorpião, Estádio del Nuevo Triunfo, Estádio de Sagittaire, Studio Orione, Burg Stadium, Estádio del Martingal, Rose Park Stadium, Coliseo de los Deportes, Neu Sonne Arena, Estádio Campeones, Hofstad Stadium, Sports Park. O Anfield Road, Signal Iduna Park e o Allianz Parque foram adicionados ao game no mês de novembro como conteúdo grátis para download.

## Trilha Sonora
São 14 músicas e a playlist pode ser totalmente editada.
| Música              | Artista                      | Origem da Música       |
| ------------------- | ---------------------------- | ---------------------- |
| Thank You           | All Tvvins                   | Irlanda                |
| Clean               | Big Data ft. Jamie Lidell    | Estados Unidos         |
| La Bamboula         | Carlos                       | França                 |
| On My Mind          | Ellie Goulding               | Reino Unido            |
| In My Head          | Galantis                     | Suécia                 |
| Keep Together       | Hunter Hunted                | Estados Unidos         |
| Hold Back the River | James Bay                    | Reino Unido            |
| In The Middle       | JR JR                        | Estados Unidos         |
| Genghis Khan        | Miike Snow                   | Suécia                 |
| Gam Gam             | Mauro Pilato and Max Point   | Países Baixos          |
| High                | Pekin Duk ft. Nicolle Millar | Austrália              |
| Where are U         | Jack Ü ft. Justin Bieber     | Estados Unidos/ Canadá |
| Ride                | Twenty One Pilots            | Estados Unidos         |
| Parking Lot         | VANT                         | Reino Unido            |

## Narradores e Comentaristas
| Idioma          | Região                      | Comentarista(s)                             | Notas |
| --------------- | --------------------------- | ------------------------------------------- | ----- |
| Alemão          | Alemanha                    | Marco Hagemann Hansi Küpper                 |       |
| Chinês cantonês | Hong Kong                   | Ka Him NG Keyman                            | Novo  |
| Chinês mandarim | China · Singapura · Taiwan  | Wang Tao Miao Kun                           | Novo  |
| Espanhol        | Argentina                   | Mariano Closs Diego Latorre                 |       |
| Espanhol        | Chile                       | Fernando Solabarrieta Patricio Yañez        |       |
| Espanhol        | Espanha                     | Carlos Martínez Julio Maldonado «Maldini»   |       |
| Espanhol        | Hispanoamérica              | Christian Martinoli Luis García             |       |
| Francês         | França                      | Grégoire Margotton Darren Tulett            |       |
| Grego           | Grécia                      | Christos Sotirakopoulos Yiorgos Thanailakis |       |
| Inglês          | Estados Unidos · Inglaterra | Jon Champion Jim Beglin                     | .     |
| Inglês          | Reino Unido                 | Peter Drury                                 |       |
| Italiano        | Itália                      | Fabio Caressa Luca Marchegiani              |       |
| Japonês         | Japão                       | Jon Kabira Tsuyoshi Kitazawa                |       |
| Polonês         | Polónia                     | Mateusz Borek Roman Kolton                  | Novo  |
| Português       | Brasil                      | Milton Leite Mauro Beting                   |       |
| Português       | Portugal                    | Pedro Sousa Luís Freitas Lobo               |       |